# San Ildefonso (El Greco, El Escorial)
San Ildefonso es una obra del Greco, realizada ca.1609. Se conserva en el Real Monasterio de San Lorenzo de El Escorial.

## Introducción
Este lienzo es el pendant de San Pedro (El Greco). Ambas obras se debieron destinar originariamente a la iglesia de San Vicente (Toledo), ya que en el retablo mayor de esta iglesia figuraban, hasta hace poco, sendas copias antiguas. El padre Francisco de los Santos no cita estos dos lienzos en su monumental obra del año 1657: "Descripcion breue del monasterio de S. Lorenzo el Real del Escorial, vnica marauilla del mundo; Fabrica del prudentíssimo Rey Philippo Segundo: Aora nueuamente coronada por el Cathólico Rey Philippo quarto el Grande con la magestuosa obra de la Capilla insigne del Pantheon. Y traslación à ella de los Cuerpos Reales",pero sí que los menciona en la edición de 1698.  Por lo tanto, debieron entrar en El Escorial entre las dos fechas mencionadas.
Rafael Ramírez de Arellano, basándose en los inventarios de la iglesia de San Vicente, afirmó que los dos cuadros se habían colocado junto al Retablo de la Inmaculada Concepción (Capilla Oballe) Francisco de los Santos identifica este lienzo como un san Eugenio de Toledo. La identificación con Ildefonso de Toledo se apoya en el Inventario-II, realizado por Jorge Manuel Theotocópuli después de la muerte de su padre, donde se describen cuidadosamente el tema, las dimensiones y la forma de este cuadro y de su pareja. De ello también se deduce que este lienzo y el San Pedro no se entregaron a la iglesia de San Vicente hasta después de la muerte del Greco.

## Análisis de la obra
- Monasterio de El Escorial; Comunidad de Madrid;
- Pintura al óleo sobre lienzo;
- Dimensiones: 222 x 105 cm;
- Datación: circa 1609;
- Consta con el n º. 275 en el catálogo razonado de Wethey y con la referencia 144 en el de Tiziana Frati;[5]

Con esta pintura y su pendant, el Greco comienza su etapa final, en la que dominan el canon alargado, la deformación, un mayor barroquismo y una libertad pictórica inusual. La vestimenta se vuelve valiosa en sí misma, aparte de su función representativa. El dibujo, aunque perfecto, se ve superado por el color y la calidad de las texturas.
La parte superior curva del lienzo fue recortada, y parece que también se recortó lateralmente. La casulla amarilla y dorada con forro rosa contrastan con el alba y el manto verde brillante, sobre el báculo pastoral.
Esta obra es más contenida que su pendant, debido en parte a que el atuendo de San Ildefonso exige una mayor precisión representativa. Sin embargo, la forma de representar la parte superior del báculo, el celaje y los brocados, es comparable a la de aquella pieza. Sin embargo, mientras que la cabeza de San Pedro aparece desafiante, aquí el rostro de San Ildefonso se inclina meditativamente, aunque con la misma firmeza de carácter.